# Est, Ovest
Est, Ovest è una raccolta di racconti di Salman Rushdie pubblicata nel 1994. 
In una serie di brevi racconti, il libro mette a confronto, analizza e spiega il contrasto e le affinità dei due mondi in cui è vissuto.
Da una parte l'Oriente che guarda l'Occidente cercando il progresso economico e una via di salvezza dalla povertà, come l'uomo risciò che sogna di diventare una star del cinema; dall'altra c'è l'Occidente che vede nell'Oriente una via per trovare la verità o la pace interiore.
Dunque nella prima parte del libro, intitolata Est, racconta alcune storie della sua India, ironizzando sulla sua sorte, nella seconda parte, intitolata Ovest, invece rilegge, sempre in chiave ironica, alcuni miti come l'Amleto. Infine nella terza e ultima parte intitolata Est, Ovest, mette a confronto i due mondi e parla, trasversalmente, delle sue stesse esperienze, facendo rilevare la costante attrazione, ma soprattutto lacerazione, che i due mondi, in una specie di circolo vizioso, operano l'un l'altro attraendosi e respingendosi.

## Contenuti

### Est
- I buoni consigli sono più rari dei rubini
- La radio gratis
- Il pelo della barba del profeta

### Ovest
- Yorick
- All'asta delle babbucce di rubini
- Cristoforo Colombo & la regina Isabella di Spagna consumano la loro relazione

### Est, Ovest
- L'armonia delle sfere
- Chekov e Zulu
- Il cortiere